# Csizmás, a kandúr kalandjai
A Csizmás, a kandúr kalandjai (eredeti cím: The Adventures of Puss in Boots) 2015 és 2018 között futott amerikai televíziós 3D-s számítógépes animációs kalandsorozat. A  zeneszerzője Shawn Patterson. A DreamWorks Animation TV gyártotta, a NBCUniversal Television Distribution és a Netflix forgalmazta. 2015. január 16-tól került fel az első 5 része Netflix-re, Magyarországon a Minimax mutatta be 2017. november 11-én.

## Cselekmény
A sorozat a Shrek-filmekből és a Csizmás, a kandúr című filmből ismerős Csizmás Kandúr kalandjait követi nyomon, aki egy Dulcinea nevű lánymacskát követve egy portálon át eljut a legendás városba, San Lorenzoba. Azonban a városban Kandúr meggondolatlan cselekedete miatt megszűnik az azt védő és elrejtő varázslat, emiatt megfogadja, hogy ott marad és megvédi a lakókat a rájuk támadó gonosztevőktől.

## Szereplők
| Szereplő       | Eredeti hang     | Magyar hang         |
| -------------- | ---------------- | ------------------- |
| Csizmás Kandúr | Eric Bauza       | Crespo Rodrigo      |
| Dulcinea       | Jayma Mays       | Gubás Gabi          |
| Artephius      | Paul Rugg        | Rosta Sándor        |
| Señora Zapata  | Carla Jimenez    | Kocsis Mariann      |
| Temoroso       | Carlos Alazraqui | Petridisz Hrisztosz |
| Pajuna         | Laraine Newman   | Sági Tímea          |
| Vina           | Grey DeLisle     | Tamási Nikolett     |
| Szfinx         | Grey DeLisle     | Zakariás Éva        |
| Toby           | Joshua Rush      | Pál Dániel Máté     |
| uborkás fiú    | Candi Milo       | Szalay Csongor      |
| Cleevil        | Candi Milo       |                     |
| Esme           | Ariebella Makana | Vida Sári           |

## Epizódok
| Évad | Évad | Epizódok | Epizódok | Eredeti sugárzás   | Eredeti sugárzás     | Magyar sugárzás    | Magyar sugárzás    |
| Évad | Évad | Epizódok | Epizódok | Évadpremier        | Évadfinálé           | Évadpremier        | Évadfinálé         |
| ---- | ---- | -------- | -------- | ------------------ | -------------------- | ------------------ | ------------------ |
|      | 1    | 15       | 15       | 2015. január 16.   | 2015. szeptember 28. | 2017. november 11. | 2017. november 23. |
|      | 2    | 11       | 11       | 2015. december 11. | 2015. december 11.   | 2017. november 24. | 2017. december 4.  |
|      | 3    | 13       | 13       | 2016. július 15.   | 2016. július 15.     | 2018. január 26.   | 2018. február 7.   |
|      | 4    | 13       | 13       | 2016. december 16. | 2016. december 16.   | 2018. február 8.   | 2018. február 20.  |
|      | 5    | 13       | 13       | 2017. július 28.   | 2017. július 28.     | 2018. május 1.     | 2018. május 14.    |
|      | 6    | 13       | 13       | 2018. január 26.   | 2018. január 26.     | 2018. május 15.    | 2018. május 27.    |